# بورشتين
بورشتين (Бурштин) هي مدينة في مقاطعة إفانو-فرانكيفسكا في أوكرانيا.

## معرض صور

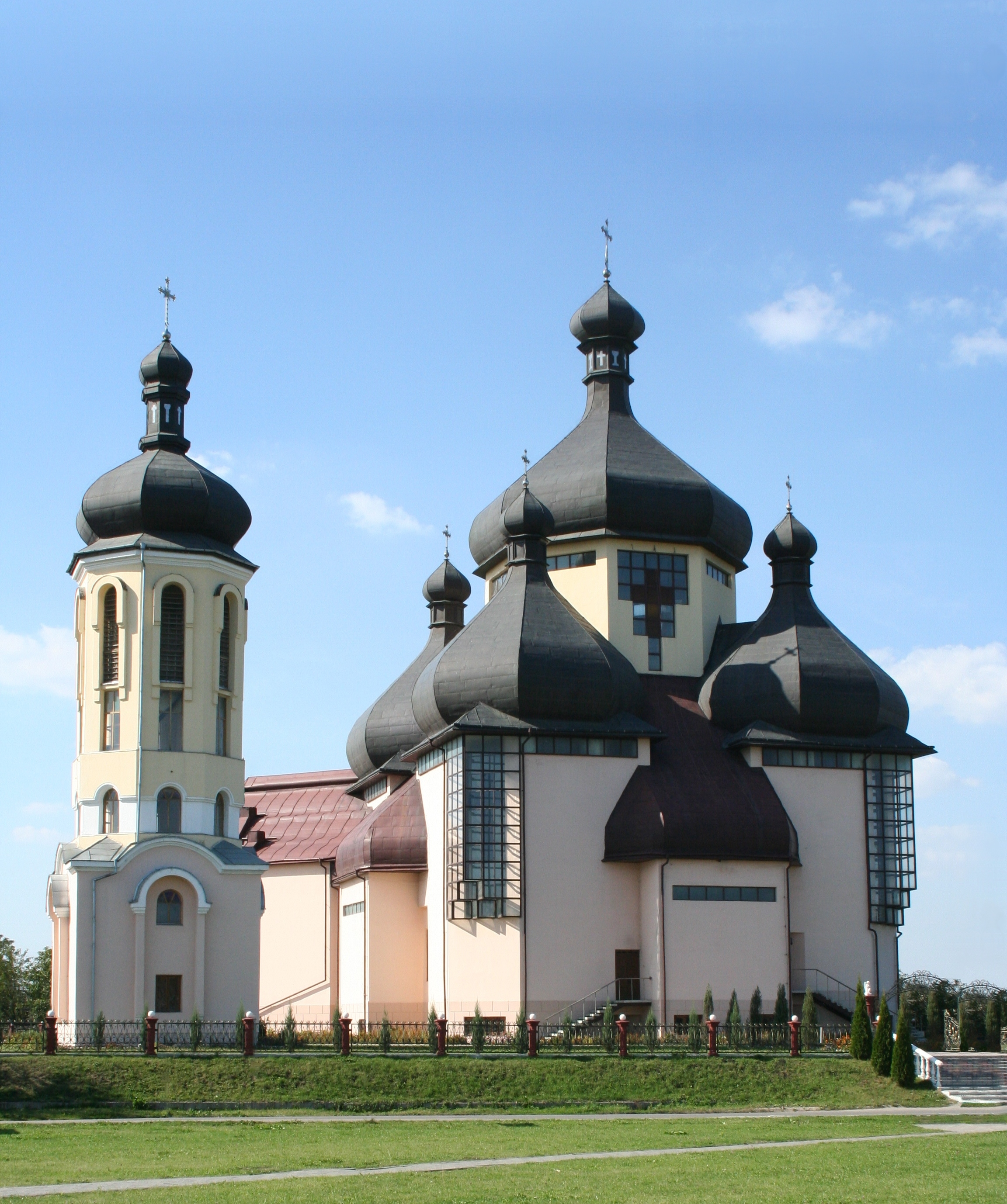
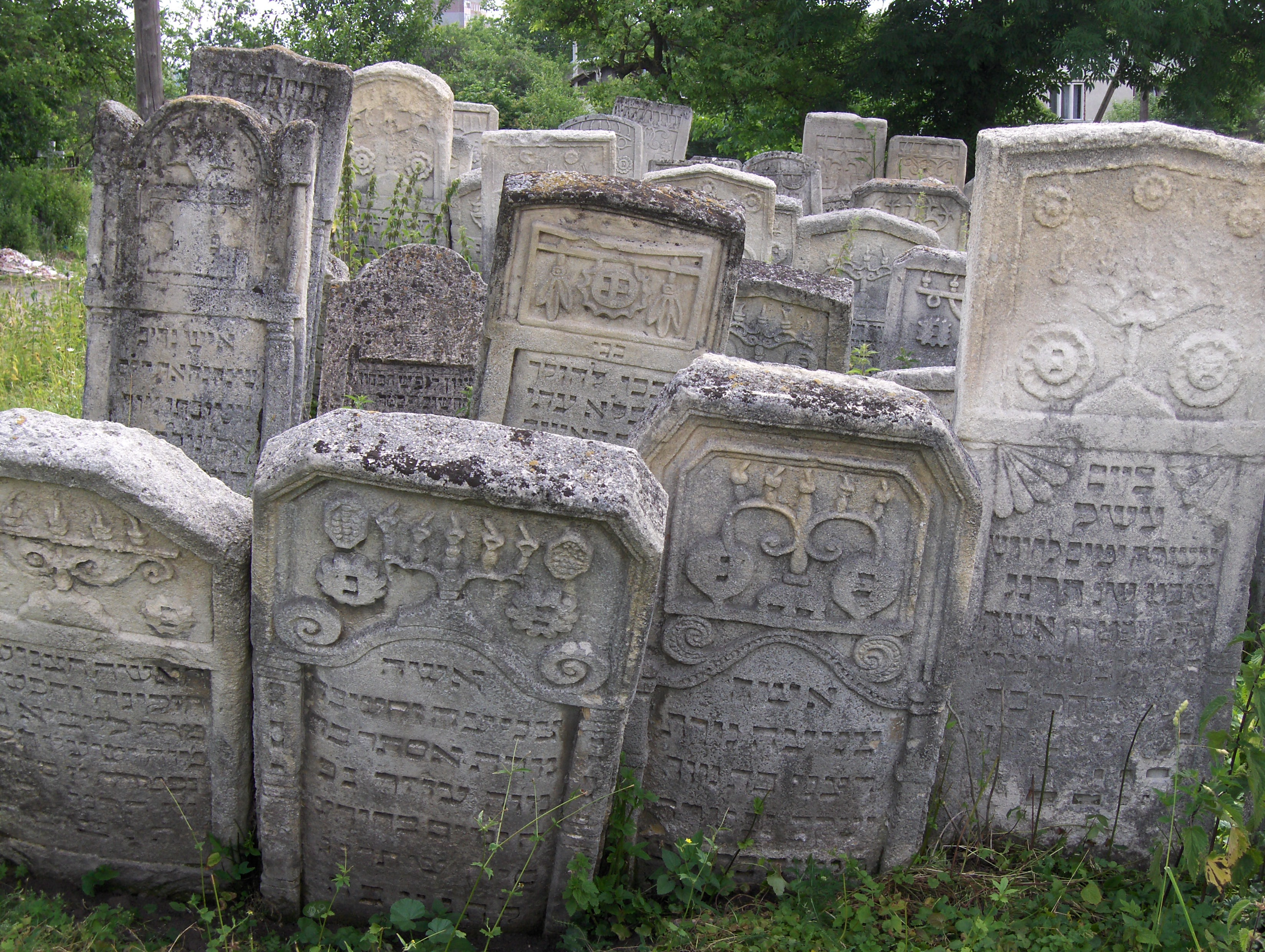
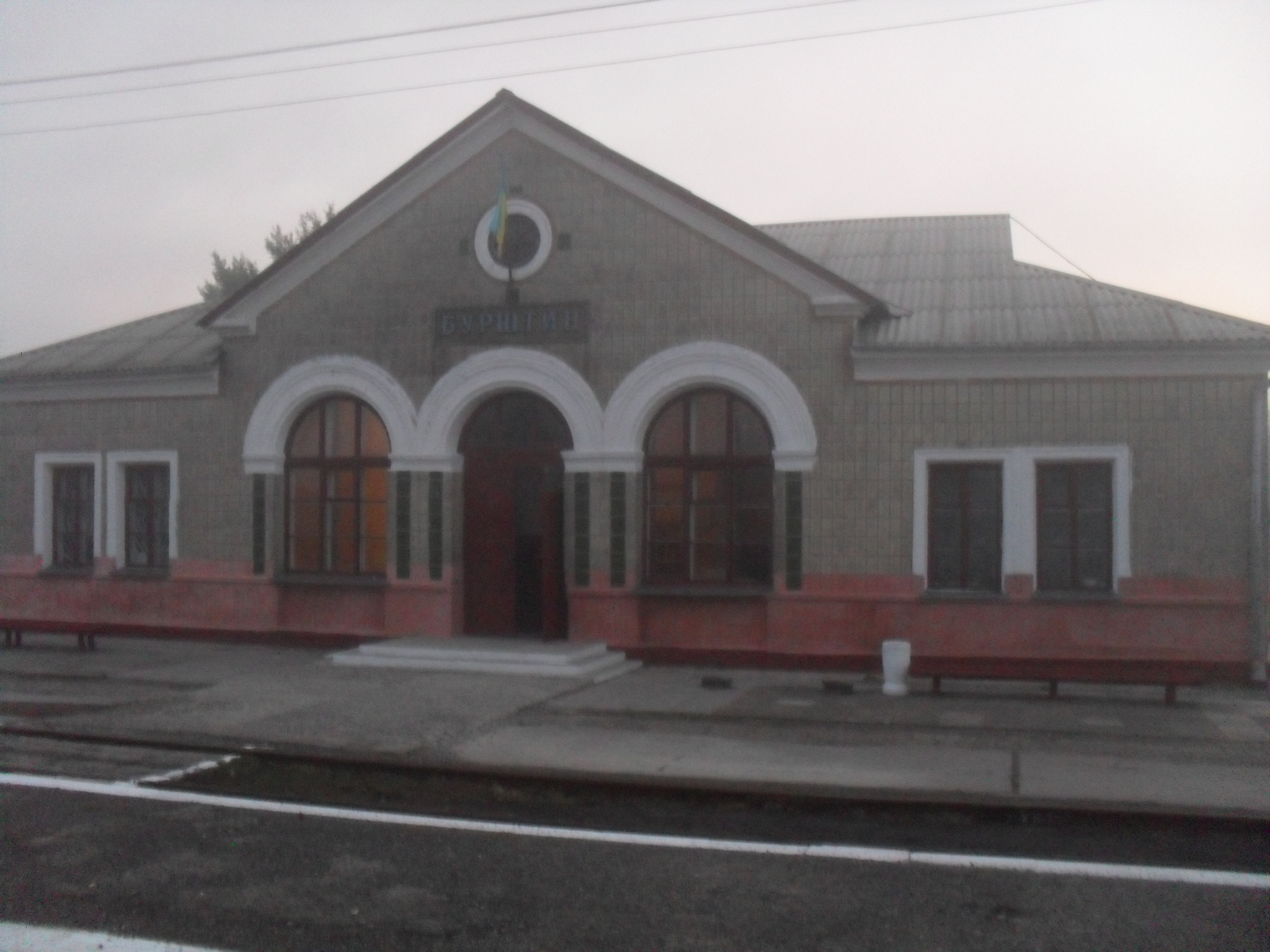

## أعلام
- ميكا نيوتن
- ديبورا فوغل